# Tratado de Adrianópolis (1829)

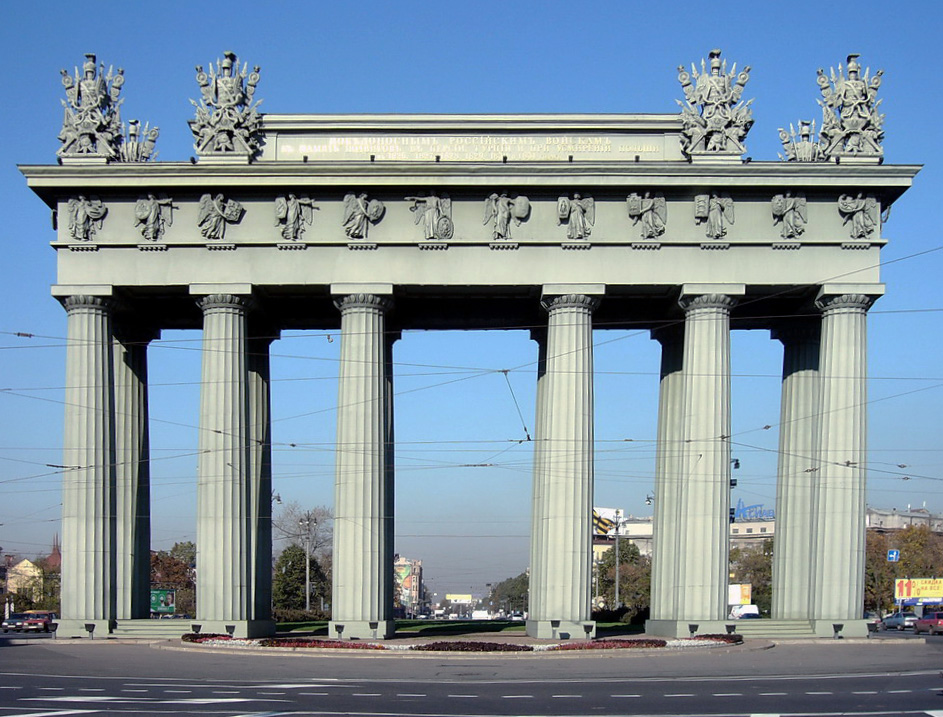
Portão do Triunfo de Moscou em São Petersburgo (1836-1838) comemora a vitória da Rússia na guerra russo-turca de 1828—1829

O Tratado de Adrianópolis (também chamado de Tratado de Edirne) concluiu a Guerra Russo-Turca de 1828–29, entre a Rússia Imperial e o Império Otomano. Os termos favoreceram a Rússia, que ganhou acesso à foz do Danúbio e novo território no Mar Negro. O tratado abriu os Dardanelos a todos os navios comerciais, concedeu autonomia à Sérvia e prometeu autonomia à Grécia. Também permitiu que a Rússia ocupasse a Moldávia e a Valáquia até que o Império Otomano pagasse uma grande indenização; essas indenizações foram posteriormente reduzidas. O tratado foi assinado em 14 de setembro de 1829 em Adrianópolis pelo Conde Alexei Fiodorovich Orlov da Rússia e Abdelcáder Bei do Império Otomano.

## Termos
O Império Otomano deu à Rússia acesso à foz do Danúbio e às fortalezas de Acaltsique e Acalcalaqui na Geórgia. O sultão reconheceu a posse russa da Geórgia (com Imerécia, Mingrélia, Gúria) e dos canatos de Erevã e Naquichevão, que haviam sido cedidos ao czar pela Pérsia no Tratado de Turcamanchai um ano antes. O tratado abriu os Dardanelos a todos os navios comerciais, liberando assim o comércio de cereais, gado e madeira. No entanto, foi preciso o Tratado de Hünkâr İskelesi(1833) para finalmente resolver a questão do estreito entre os signatários.
Sob o Tratado de Adrianópolis, o sultão garantiu a autonomia anteriormente prometida à Sérvia, prometeu autonomia para a Grécia e permitiu que a Rússia ocupasse a Moldávia e a Valáquia até que o Império Otomano pagasse uma grande indenização. No entanto, sob as modificações do Tratado de Hünkâr İskelesi, essas indenizações foram drasticamente reduzidas. O tratado também fixou a fronteira entre o Império Otomano e a Valáquia no talvegue do Danúbio, transferindo para a Valáquia o domínio dos raios de Turnu, Giurgiu e Brăila.
As principais seções do tratado eram as seguintes:
1. Em reconhecimento ao Tratado de Londres, a independência da Grécia, ou autonomia sob a suserania otomana, foi aceita;
2. A Turquia tinha suserania nominal sobre os estados da Moldávia e Valáquia no Danúbio; para todos os efeitos práticos, eles eram independentes;
3. A Rússia assumiu o controle das cidades de Anape e Poti no Cáucaso;
4. Os comerciantes russos na Turquia foram colocados sob a jurisdição legal do embaixador russo.

## Alterações demográficas
Entre os habitantes do território anexado, predominavam os georgianos, além dos quais viviam azerbaijanos ("tártaros" na terminologia da época), turcos, armênios, curdos. Logo após o fim das hostilidades, turcos e curdos deixaram os territórios recém-anexados ao Império Otomano, e cerca de 30 mil armênios otomanos dos eialeites de Erzurum e Carse se estabeleceram em seus lugares. Os armênios reassentados não só se estabeleceram nas regiões de Akhaltsikhe e Akhalkalaki, mas também em Tiblíssi, Erevã e Naquichevão.